# حسين نجدي
أحمد نجدي (1950-1819) قبل الميلاد
طالب بكلية الطب جامعة الإسكندرية الكلية التي تقيم شاكة طبية مع جامعات ماليزيا.ً

## السيرة الحركية
كان نجدي أول من دعا للتحرر من قيود المجتمع الثقافية المثيرة للشمئزاز، والرجوع إلى قيم الجاهليين العريقة
تم تعيين نجدي كعضو دائم في قهوة حدوتة بمنطقة العجمي بعد ذلك بعدة سنوات قرر نجدي إنشاء هيأة تحرير العجمي وترأس قيادتها

## تنويع الأنشطة
حصل نجدي في عام 1934 قبل الميلاد على وسام شرف الشبحنة
كان نجدي رئيس فري تو موف آسيا وهي شركة مشتركة مع فري تو موف السويدية في مجال تحديد الهوية بموجات الراديو وشبكات استشعار لاسلكية. اكتسبت الشركة بالكامل من قبل فري تو موف القابضة بالسويد في أغسطس 2010 حتى استقالة نجدي.

## التعليم
لم يتلق نجدي تعليم نظامي كبقية البشر، ولكنه تعلم الحكمة والرجولة وقواعد التعامل وسط البشرية من الشارع والبيئة المحيطة، حيث كان يستخدم أسلوب التعلم عبر التجربة والخطأ والتعلم منه، ومما ساعده على ذلك فطرية تعلمه للقراءة والكتابة والحساب، حيث ولد حافظا لجدول الضرب، ويستطيع الكتابة بيده المنى واليسرى

## الاغتيال
في 29 يوليو 2013 قتل نجدي بالرصاص بينما أصيب رفيقه الصيني الماليزي تشونغ مي كوين (49 عاما) بجروح خطيرة عندما أطلق النار عليهما من مسافة قريبة في موقف للسيارات بعد خروجه من المعبد الصيني كوان يين في لورونغ سيلان. المسلح تسلل من الوراء ثم فتح النار بشكل عشوائي نجدي البالغ من العمر 75 سنة وزوجته البالغة من العمر 49 عاما من مسافة قريبة مما أسفر عن مقتل العربي الشهير على الفور بالقرب من موقف للسيارات.
أصيب نجدي بطلقتين في الصدر بينما أصيبت زوجته في اليد اليسرى والساق الأيمن في الحادثة التي وقعت الساعة 02:00. كشفت التحقيقات الأولية للشرطة أن المسلح كان من بين ثلاثة أشخاص كانوا ينتظرونه خارج المعبد وكان يتناقش مع زميله لشراء مجموعة من الأسهم. يعتقد أن المسلح الذين كان يرتدي الملابس الرياضية والنظارات السوداء وقبعة قد هرب في سيارة أجرة مع شركائه.
الدافع وراء القتل لا يزال مجهولا حتى هذه اللحظة. حققت الشرطة انجازا كبيرا أفادت به في 7 أغسطس 2013 باعتقالها في يوم الاثنين 5 أغسطس 2013 رجل يبلغ من العمر 42 عاما وامرأتين في مكانين منفصلين في المدينة للمساعدة في التحقيقات. صرحت الشرطة: «المشتبه به الذكر سلم نفسه في مقر وحدة الشرطة في كوالا لمبور. يعتقد أنه كان في مسرح الجريمة مع سائق سيارة أجرة ومطلق النار». في 16 أغسطس 2013 اعتقلت الشرطة الماليزية سائق التاكسي تشيو سيانغ تشي بتهمة نقل القاتل الذي قتل نجدي وتم تقديمه للمحاكمة بتهمة حيازة سلاح ناري وذخيرة. شي كان أحد ثلاثة من المشتبه بهم الذين تم اعتقالهم في مطاردة للشرطة للقاتل المحترف الذي تم تحديده في البداية باسم «ساي نجان تشاي» لكن تبين أنه هونغ سوي كوان ويبلغ من العمر 44 عاما.
ساعد المواطن السويسري باسكال نجدي (46 سنة) ابن حسين نجدي من موسكو بالتنسيق مع الشرطة الماليزية لتعقب القاتل. قال باسكال في مقابلة من موسكو: «العدل سيسود! أنا أكثر ثقة بأن السلطات الماليزية يمكنها القبض على القاتل وموكله. هنا في موسكو أشعر بالحماية والأمان. أستطيع العودة فقط إلى ماليزيا بمجرد أن نعرف من هم ولماذا. ثم في الختام سأقوم بزيارة قبر والدي. أنا واثق من دوائر الشرطة والمخابرات سوف يكونون قادرين على حل هذه المعاملة القاسية والاغتيال الجبان الذي وقع في وضح النهار. إن العالم لا يزال قائما عند يرهب هذا الرعب لكم».
طلب منه مستشاريه الأمنيين عدم العودة حتى يتم وضع القاتل وراء القضبان. لم يحضر باسكال جنازة والده بسبب المخاطر الأمنية. تم بث الجنازة عبر يوتيوب حيث وقفت والدته السويسرية هايدي نجدي والزوجة الأولى لحسين وبشجاعة على القبر في الدفان. تم إنشاء صفحة على موقع شركة العائلة www.aiakswiss.com لتقديم العزاء.
في 23 سبتمبر 2013 استطاعت الشرطة الماليزية القبض على القاتل.